# Закон умножених масених односа
Закон умножених (вишеструких) масених односа (Далтонов закон) је један од основних хемијских закона. По њему: ако два елемента граде већи број једињења тада се иста маса једног елемента једини са различитим масама другог елемента које стоје у односу малих целих бројева. Другачије речено, масе елемента који се једини са истим масама првог елемента стајаће у односу малих целих бројева.
Овај закон је дао британски хемичар и физичар Џон Далтон 1803. године. Неколико година раније, Пруст је дао закон сталних масених односа. Далтон је проучавајући одређене масене односе приметио правилности преко којих је дао закон умножених масених односа. Он ће бити врло важан за Далтонов, каснији, модел атома.
Закон се најбоље објашњава са релативно простим једињењима малих релативних молекулских маса јер су тада односи заиста мали цели бројеви а разлике су јасније.
| Једињење | Однос маса | Сређен однос маса |
| N2O      | 28:16      | 14:8              |
| NO       | 14:16      | 14:16             |
| N2O3     | 28:48      | 14:24             |
| NO2      | 14:32      | 14:32             |
| N2O5     | 28:80      | 14:40             |

Дакле, у датом примеру, јасно је да се иста маса азота једини са различитим масама кисеоника. Те масе су (упрошћено говорећи, како би се избегле јединице) 8,16,24,32 и 40. Све су умношци броја 8. Одатле је јасно да масе кисеоника у различитим азотовим оксидима стоје као 1:2:3:4:5 за одговарајуће оксиде.
Овај закон се тешко примењује у органској хемији на више угљоводонике јер је готово немогуће добити однос у малим целим бројевима.